# Castor de Rhodes
Pour les articles homonymes, voir Castor.
Castor de Rhodes (grec ancien : Κάστωρ ὁ Ῥόδιος) était un écrivain et chronographe grec du Ier siècle av. J.-C. D’après Plutarque dans son ouvrage Des questions romaines, il analysait la Constitution de Rome sous l’angle du pythagorisme.

## Biographie
Natif de Galatie, actif vers -60 av. J.-C, selon Suidas, il serait un fils adoptif du roi de Galatie Déiotaros. Il eut une carrière de rhéteur et d’orateur auprès des autorités romaines.

## Ouvrages
- Épichérème (5 livres)
- Erreurs sur la chronologie (1 livre)
- Description de Babylone et des rois de la mer, un ouvrage historique sous forme d’une chronique qui débutait par la guerre de Troie datée par ses soins de 1194/1185 av. J.-C.[2] (2 livres).

## Citation de son œuvre par les auteurs anciens
- Chronique d’Eusèbe de Césarée (Livre 1, 13)
- Préparation Évangélique (Livre 10, 3)